# 다닐로 카탈디
다닐로 카탈디(이탈리아어: Danilo Cataldi, 1994년 8월 6일 ~ )는 SS 라치오에서 미드필더로 뛰는 이탈리아의 축구 선수다.

## 클럽 경력
라치오의 유스 출신 선수로서, 2013–2014 시즌에 세리에 B 클럽 크로토네로 임대를 떠나서 35경기에 출전하며 4골을 넣었다.

## 국가대표팀 경력
2014년 3월 5일에 열린 북아일랜드 U-21 축구 국가대표팀과의 2015년 UEFA U-21 축구 선수권 대회 지역 예선전에서 이탈리아 U-21 데뷔전을 치렀다.